# 385 f.Kr.

## Händelser

### Efter plats

#### Grekland
- Jason från Ferai blir tyrann av Thessalien.
- Dionysius I av Syrakusa försöker återinsätta Alketas I på Epiros tron.
- Bardyllis blir kung över Illyrien och dardanerna samt grundar därmed den bardylliska dynastin.

### Efter ämne

#### Utbildning
- Platon grundar sin akademi, där matematik, astronomi och andra vetenskaper samt filosofi lärs ut. Den dediceras till den attiske hjälten Akademos och filantroper står för alla kostnader; studenterna erlägger ingen avgift.

#### Astronomi
- Demokritos tillkännager att Vintergatan består av många stjärnor.[1]

## Avlidna
- Aristofanes, grekisk komediförfattare från Aten (född 445 f.Kr.)
- Qin Xiaozhu, död 385 f.Kr, kinesisk hertiginneregent